# نادیا د سانتیاگو
نادیا دِ سانتیاگو کاپی (اسپانیایی: Nadia de Santiago Capell‎؛ زادهٔ ۳ ژانویهٔ ۱۹۹۰) بازیگر اهل اسپانیا است.
از فیلم‌ها یا برنامه‌های تلویزیونی که وی در آن نقش داشته‌است، می‌توان به آلاتریست، ۱۳ گل رز و دختران تلفنچی اشاره کرد.